# Courtney McCool
Courtney McCool född den 1 april 1988 i Kansas City, Missouri, är en amerikansk gymnast.
Hon tog OS-silver i lagmångkampen i samband med de olympiska gymnastiktävlingarna 2004 i Aten.